# Chrysophyllum asraoi
Chrysophyllum asraoi là một loài thực vật có hoa trong họ Hồng xiêm. Loài này được R.Kumari & Thothathri mô tả khoa học đầu tiên năm 1990.